# Island im Zweiten Weltkrieg
Island war im Zweiten Weltkrieg durch Alliierte besetzt, da ähnlich wie Färöer im Zweiten Weltkrieg sowie Grönland im Zweiten Weltkrieg verbunden mit dem Königreich Dänemark, durch Realunion, denn der dänische „König Christian X. von Dänemark und Island“ (1870–1947) war als Kristján X von 1918 bis 1944 auch König von Island. Das Königreich Island wurde 1918 unabhängig, verblieb aber in Realunion mit Dänemark, das ab April 1940 deutsch besetzt war.

## Geschichte
Der Nordatlantik wurde seit längerem durch die Seevormacht der britischen und kanadischen Royal Navy weitgehend kontrolliert, die United States Navy war ebenfalls präsent. Im Ersten Weltkrieg wurde gegen Deutschland eine Seeblockade in der Nordsee durchgesetzt. Nach Beginn des Zweiten Weltkrieges 1939 wurde im Rahmen der Atlantikschlacht erneut die lange Küste des neutralen Norwegen zunehmend wichtig, da als deutscher „Schleichweg“ in den Nordatlantik genutzt. Sobald im Frühling 1940 die Wetterbedingungen es zuließen, unternahmen beide Seiten einen Zugriff: Die Briten versuchten mit der Operation Wilfred, Küstenbereiche zu verminen und mit Plan R 4 Truppen anzulanden, während die Deutschen im Rahmen des Unternehmens Weserübung Norwegen an mehreren Stellen direkt angriffen. Zudem wurde Dänemark am 9. April 1940 von der Wehrmacht besetzt und blieb bis zum Kriegsende unter deutscher Besatzung, ebenso wie Norwegen, nachdem die Schlacht um Narvik durch den Verlauf des Westfeldzuges beendet wurde.
Als Antwort auf diese Ereignisse begann am 10. Mai 1940 die Britische Besetzung Islands unter Verletzung seiner Neutralität, um eine befürchtete Invasion durch das Deutsche Reich zu vereiteln. Diese wurde unter dem Decknamen Unternehmen Ikarus studiert, aber für unmöglich erachtet.
Am 22. Mai 1941 tauchten dennoch große deutsche Kriegsschiffe in der Dänemarkstraße zwischen Grönland und Island auf, um in den Atlantik auszubrechen. Im Gefecht in der Dänemarkstraße versenkten die Bismarck und die Prinz Eugen die HMS Hood.
Die nominell neutralen USA verstärkten ab 7. Juli 1941 mit Truppen der United States Army die Briten und ersetzten diese größtenteils. Der Krieg in Europa war zu dem Zeitpunkt an mehreren Fronten eskaliert.
Am 17. Juni 1944 wurde die Republik Island (isländisch Lýðveldið Ísland) ausgerufen. Dänemark stand zu dieser Zeit noch unter deutscher Besatzung. Seit 1946 ist Island Mitglied der Vereinten Nationen. Es war 1949 ein Gründungsmitglied der NATO.